# Veronica qingheensis
Veronica qingheensis là một loài thực vật có hoa trong họ Mã đề. Loài này được Y.Z. Zhao mô tả khoa học đầu tiên năm 2002.